# Andreas Wolf (Handballspieler)
Andreas Wolf (* 24. Mai 1990 in Coburg) ist ein deutscher Handballspieler.

## Karriere
Er ist 2,04 Meter groß und wiegt 93 kg. Wolf, der von 2005 bis 2013 für den deutschen Handballverein HSC 2000 Coburg spielte, wird als Rückraumspieler eingesetzt. Ab der Saison 2010/11 gehörte er zum Kader der ersten Männermannschaft vom HSC 2000 Coburg. Für Coburg bestritt Wolf zwei Partien in der 2. Bundesliga, in denen er ein Tor warf. Zur Saison 2013/14 schloss er sich dem SV 08 Auerbach an. Mit Auerbach stieg Wolf 2014 aus der 3. Liga ab und schaffte ein Jahr später den Wiederaufstieg. Ab dem Sommer 2016 läuft Wolf für die 2. Mannschaft des HSC 2000 Coburg auf. In der Saison 2016/2017 gelang ihm in der Handball-Bundesliga bei seinem ersten Einsatz ein Tor.